# فراي (شخصية)
فيليب جي. فراي (بالإنجليزية: Philip J. Fry)‏، المعروف ببساطة عن طريق لقبه، فراي، هو شخصية وهمية وبطل الرواية الرئيسي من المسرحية الهزلية المتحركة فوتثرما. وقام بأداء صوت فراي الممثل بيلي ويست عند كان في ال25.

## مظهره
فراي هو شاب في العشرينات من عمره ذو شعر أصهب (أحمر) و بشرة بيضاء يرتدي ملابس بسيطة مؤلفة من قميص أبيض و معطف أحمر و بنطال أزرق